# Ивишенье
Ивишенье — деревня в Камешковском районе Владимирской области России, входит в состав Вахромеевского муниципального образования.

## География
Деревня расположена в 4 км на северо-запад от центра поселения посёлка Имени Горького, в 18 км на север от райцентра Камешково.

## История
В XIX — первой четверти XX века деревня входила в состав Филяндинской волости Ковровского уезда, с 1926 года — в составе Тынцовской волости. В 1859 году в деревне числилось 26 дворов, в 1905 году — 48 дворов, в 1926 году — 64 дворов.
С 1929 года деревня входила в состав Микшинского сельсовета Ковровского района, с 1940 года — в составе Семенигинского сельсовета Камешковского района, с 1954 года — в составе Вахромеевского сельсовета, с 2005 года — в составе Вахромеевского муниципального образования.

## Население
| 1859 | 1905 | 1926 |
| ---- | ---- | ---- |
| 167  | 297  | 330  |

| 1859 | 1905 | 1926 | 2002 | 2010 | 2021 |
| ---- | ---- | ---- | ---- | ---- | ---- |
| 167  | ↗297 | ↗330 | ↘39  | ↘35  | ↘22  |